# Jason Kenny

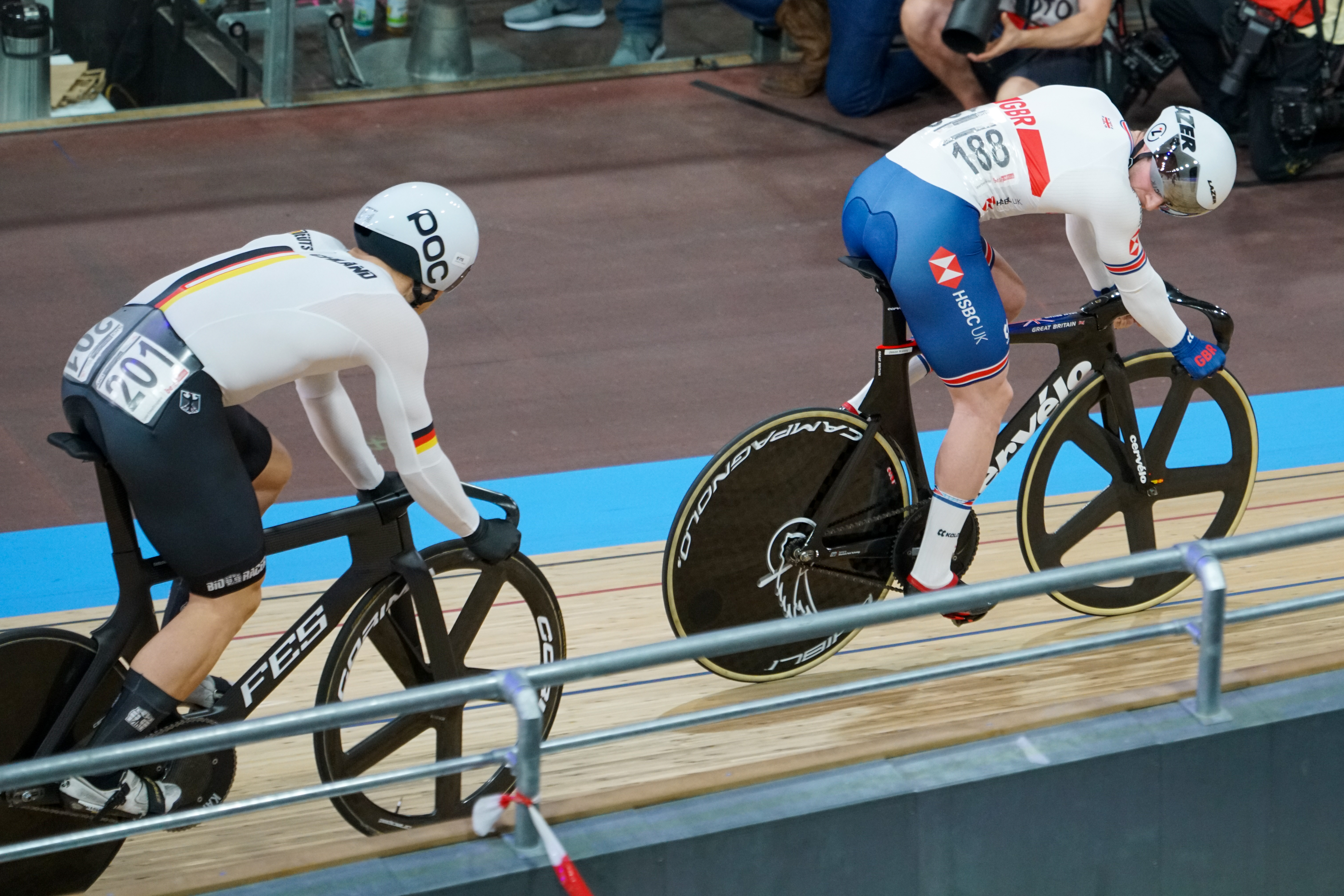
Kenny im Sprintlauf bei der Bahn-WM 2020 gegen Stefan Bötticher

Sir Jason Francis Kenny, CBE (* 23. März 1988 in Bolton) ist ein britischer Radsporttrainer und ehemaliger Radrennfahrer. Er wurde mehrfach Weltmeister und sieben Mal Olympiasieger.

## Sportliche Laufbahn
Jason Kenny tritt im Bahnradsport an und hat sich dort auf die Kurzzeitdisziplinen Sprint und Teamsprint spezialisiert. Nach dem Gewinn mehrerer Juniorentitel, sowohl auf Europa-, als auch auf Welt-Ebene im Jahr 2006 und dem Erreichen zweier Bronzemedaillen bei den Junioren-Europameisterschaften (U23) 2007 in Deutschland, qualifizierte sich Kenny Großbritannien bei den Olympischen Spielen 2008 in Peking zu vertreten.
Mit Chris Hoy und Jamie Staff errang 2008 die olympische Goldmedaille im Teamsprint. Im Sprint musste er sich nur seinem Landsmann Chris Hoy geschlagen geben und gewann hinter diesem die Silbermedaille.
Im Frühjahr 2011 errang Kenny bei den UCI-Bahn-Weltmeisterschaften 2011 in Apeldoorn die Silbermedaille im Sprint. Nachdem dem französischen Fahrer Grégory Baugé die Goldmedaille wegen Verstosses gegen die Melde-Auflagen der WADA im Januar 2012 aberkannt wurde, weil dies offiziell als Dopingvergehen eingestuft wird, ging die Goldmedaille an Kenny.
Bei den Olympischen Spielen 2012 in London errang Jason Kenny gemeinsam mit Chris Hoy und Philip Hindes seine zweite Goldmedaille im Teamsprint; eine dritte Goldmedaille sicherte er sich im Sprint. Bei den Commonwealth Games 2014 in Glasgow errang er Silber im Sprint.
2016 wurde Jason Kenny für die Teilnahme an den Olympischen Spielen in Rio de Janeiro nominiert. Er startete in den Disziplinen Sprint, Keirin und Teamsprint und wurde in allen drei Wettbewerben Olympiasieger. Damit war er der erfolgreichste Radsportler bei diesen Spielen.
Im September 2017 kündigte Kenny an, dass er seine Sportlaufbahn bis zu den Olympischen Spielen 2020 in Tokio weiterverfolgen werden. Nach seinem Start in Rio hatte er keine Rennen mehr bestritten, geheiratet, war Vater geworden und über ein mögliches Karriereende nachgedacht. Zu Beginn des Jahres 2022 kündigte Kenny seinen Rücktritt vom aktiven Radsport an; er werde künftig als Trainer arbeiten. Er trat die Nachfolge von Jan von Eijden als Sprinttrainer des britischen Radsportverbandes British Cycling an.

## Privates
Seit Weihnachten 2014 war Jason Kenny verlobt mit der Radsportlerin Laura Trott. Gemeinsam hat das Paar bis 2016 zehn olympische Goldmedaillen gewonnen. Ihre Beziehung war 2012 zufällig öffentlich geworden, als sie sich bei einem Beachvolleyballspiel bei den Olympischen Spielen in London auf der Tribüne küssten, während der vor ihnen sitzende David Beckham fotografiert wurde. Am 24. September 2016 heiratete das golden couple des britischen Bahnradsports. Im August 2017 wurde ein gemeinsamer Sohn geboren.

## Sonstiges
Im Februar 2016 kritisierten Kenny und Trott den Umgang der britischen Funktionäre mit den Sportlern. Anlass war ein Unfall der Fahrerin Katie Archibald mit einem Motorrad, bei dem sie sich verletzt und dafür eine herbe Rüge des Sportdirektors Shane Sutton eingefangen hatte. Die Sportler wollten gewinnen, müssten aber auch eine Chance haben, ihr Leben außerhalb des Sports zu genießen. Die Trainer würden die Sportler jedoch wie „Kinder“ behandeln.

## Ehrungen
- Jason Kenny wurde mit der Aufnahme in die Hall of Fame des europäischen Radsportverbandes Union Européenne de Cyclisme geehrt.
- 2009 wurde Kenny Member des Order of the British Empire (MBE) ernannt.[9]
- 2013 wurde er zum Officer (OBE) befördert.[10]
- 2017 erfolgte die Ernennung zum Commander.[11]
- Im Rahmen der Neujahresehrung 2022 wurde Kenny von Königin Elisabeth II. in den Adelsstand erhoben und zum Sir ernannt.

## Erfolge
2006
- Junioren-Europameisterschaft (Bahnradsport) – Keirin, Sprint, Teamsprint
- Junioren-Weltmeisterschaft (Bahnradsport) in Belgien – Keirin, Sprint, Teamsprint

2007
- U23-Europameisterschaft (Bahnradsport) in Deutschland – Teamsprint
- U23-Europameisterschaft (Bahnradsport) in Deutschland – Sprint

2008
- Olympiasieger – Teamsprint (mit Chris Hoy und Jamie Staff)
- Olympische Spiele – Sprint

2010
- Europameister – Keirin
- Britischer Meister – Sprint

2011
- Weltmeister – Sprint

2012
- Olympiasieger – Teamsprint (mit Chris Hoy und Philip Hindes)
- Olympische Spiele  – Sprint

2013
- Weltmeister – Keirin
- Britischer Meister – Sprint, Keirin, Teamsprint (mit Matthew Crampton und Kian Emadi-Coffin)

2014
- Commonwealth Games 2014 – Sprint
- Britischer Meister – Teamsprint (mit Matthew Crampton, Lewis Oliva und Philip Hindes)

2015
- Britischer Meister – Teamsprint (mit Matthew Crampton und Philip Hindes)

2016
- Olympiasieger – Sprint, Keirin, Teamsprint (mit Philip Hindes und Callum Skinner)
- Weltmeister – Sprint
- Weltcup in Hongkong – Teamsprint (mit Matthew Crampton, Philip Hindes und Callum Skinner)

2018
- Weltmeisterschaft – Teamsprint (mit Ryan Owens und Jack Carlin)
- Britischer Meister – Teamsprint (mit Ryan Owens, Philip Hindes und Jack Carlin)
- Weltcup in Milton – Keirin

2019
- Britischer Meister – Keirin, Teamsprint (mit Ryan Owens, Philip Hindes und Jack Carlin)
- Europaspiele (mit Jack Carlin, Ryan Owens und Joseph Truman)
- Europameisterschaft – Teamsprint (mit Jack Carlin und Ryan Owens)

2020
- Britischer Meister – Teamsprint (mit Ryan Owens und Philip Hindes)
- Weltmeisterschaft – Teamsprint (mit Ryan Owens und Jack Carlin)

2021
- Olympiasieger – Keirin
- Olympische Spiele – Teamsprint (mit Jack Carlin und Ryan Owens)